# Jorge Luis Pinto
Pour les articles homonymes, voir Pinto.
Jorge Luis Pinto Afanador est un entraîneur colombien de football né le 16 décembre 1952 à San Gil, département de Santander.

## Biographie
Cadet d'une fratrie de huit frères (dont quatre sœurs), Pinto suit une formation d'EPS à l'Université Pédagogique Nationale de Bogota. Il commence sa carrière comme préparateur physique en 1979 au sein de la sélection colombienne (dirigée à l'époque par le Yougoslave Blagoje Vidinić). Ce n'est cependant que cinq ans plus tard qu'il connaît sa première expérience comme entraîneur avec la célèbre équipe des Millonarios. Durant les années 1980 et 1990 il se consolide dans la profession en dirigeant plusieurs clubs de son pays (Independiente Santa, Unión Magdalena et Deportivo Cali). Il doit pourtant s'expatrier au Pérou, à l'Alianza Lima, pour gagner son premier titre lorsqu'il remporte le championnat 1997, rompant une série de 18 ans sans sacre pour le club.
Parti au Costa Rica, il dirige l'un des grands clubs du pays, la Liga Deportiva Alajuelense, où il connaît un deuxième cycle victorieux en reportant deux championnats d'affilée en 2002 et 2003. Cela lui ouvre les portes de la sélection du Costa Rica, en 2004, avec laquelle il atteint les quarts-de-finale de la Copa América 2004 et obtient son premier titre avec une équipe nationale, la Coupe UNCAF des nations, en 2005.
Il rentre dans son pays natal et y remporte enfin un titre lorsqu'il est sacré champion de Colombie en 2006 avec le Cúcuta Deportivo, qui plus est le premier du club. Dans la foulée, il est nommé sélectionneur de l'équipe de Colombie, qu'il dirige durant la Copa América 2007 (élimination au 1er tour). Il rejoint par la suite le Deportivo Táchira FC, au Venezuela, où il est encore sacré champion en 2011.
Avec un palmarès respectable en Amérique du Sud et centrale, Pinto se fait connaître aux yeux du monde entier en étant l'artisan de l'épopée du Costa Rica au Mondial 2014. En effet, il prend les rênes de l'équipe costaricienne une deuxième fois en 2011 et la qualifie à la Coupe du monde au Brésil, non sans avoir remporté la Copa Centroamericana 2013, un an auparavant. Tombés dans le "groupe de la mort" en compagnie de trois anciens champions du monde l'Angleterre, l'Italie et l'Uruguay, les Ticos (surnom de l'équipe du Costa Rica) finissent incroyablement en tête du groupe à la surprise générale. Ils sont d'ailleurs la sensation de ce Mondial, et ne sont éliminés qu'aux tirs au but, en quarts-de-finale, face aux Pays-Bas (0-0 a.p. 3 tab 4).
Malgré ce succès, il quitte le Costa Rica et s'engage avec la sélection du voisin Honduras après le Mondial. Très critiqué là-bas, il enchaîne quelques contre-performances, notamment une élimination dès le 1er tour de la Gold Cup 2015. Mais il se reprend en emmenant l'équipe olympique dans le dernier carré des JO de 2016 à Rio de Janeiro puis en s'octroyant la Copa Centroamericana 2017 (son troisième trophée dans ce tournoi régional). Cependant il échoue à qualifier l'équipe nationale à la Coupe du monde 2018, en Russie, puisque le Honduras est éliminé par l'Australie en barrage inter-continental (0-0 puis 1-3).

## Palmarès d'entraîneur

### En club
- Alianza Lima :
  - Champion du Pérou en 1997.

- LD Alajuelense :
  - Champion du Costa Rica en 2001-02 et 2002-03.
  - Vainqueur de la Copa Interclubes UNCAF en 2002.

- Cúcuta Deportivo :
  - Champion de Colombie en 2006-C.

- Deportivo Táchira :
  - Champion du Venezuela en 2010-11.

### En équipe nationale
- Costa Rica :
  - Vainqueur de la Coupe UNCAF des nations en 2005 et 2013.

- Honduras :
  - Vainqueur de la Copa Centroamericana en 2017.

### Distinctions individuelles
- Meilleur entraîneur de la CONCACAF en 2014[8].